# Sound! Euphonium
«Sound! Euphonium» (яп. 響け! ユーフォニアム, Hibike! Yūfoniamu, Звучи! Еуфоніум) — серія японських романів, написаних Аяно Такедою. Історія розгортається в Удзі, Кіото, і зосереджується на музичному клубі старшої школи Кітаудзі, чий концертний оркестр неухильно покращується завдяки суворим настановам новопризначеного радника.
Манґа-адаптація, ілюстрована Хамі, серійно публікувалася на вебсайті Kono Manga ga Sugoi! Web. Kyoto Animation займалася її аніме-адаптаціями: вона випустила два сезони телевізійного серіалу у 2015 та 2016 роках, що зображують перший рік навчання головної героїні Куміко Омае у старшій школі. Два анімаційні фільми під назвою «Liz and the Blue Bird» та «Sound! Euphonium: The Movie — Our Promise: A Brand New Day», обидва відбуваються під час другого року навчання Куміко у старшій школі, прем'єри яких відбулися у 2018 та 2019 роках відповідно. Третій сезон який зосереджений на Куміко на її третьому році навчання у старшій школі, вийшов у 2024 році, а йому передувала серія OVA «Ensemble Contest» у 2023 році.

## Сюжет
Концертний оркестр старшої школи Кітаудзі колись брав участь у національних турнірах і був школою чемпіонського калібру, але після зміни керівника клубу вони не могли навіть брати участь у відбірковому турнірі. Однак завдяки суворим настановам новопризначеного радника учні неухильно вдосконалюються та нарощують свої сили. Коли вони сперечаються про те, хто грає соло, деякі учні надають пріоритет навчанню та залишають клубні заняття до поки  ненастає довгоочікуваний день змагань.

## Персонажі
Куміко Омае (яп. 黄前 久美子, Ōmae Kumiko)
Сейю: Томойо Куросава
Куміко, учениця першого курсу старшої школи, є головною героїнею «Sound! Euphonium». Вона розмовляє стандартною японською, попри те, що виросла в Кінкі. Вона легко піддається впливу думок інших і є нерішучою людиною. Їй не подобається її характер, оскільки вона не може висловити свої бажання іншим і не має сміливості втручатися в соціальні справи. Вона грає на евфоніумі в концертному оркестрі. Живе поблизу храму Бьодоін зі своєю старшою сестрою та батьками.
Рейна Косака (яп. 高坂 麗奈, Kōsaka Reina)
Сейю: Чіка Андзай
Рейна — вродлива трубачка з довгим чорним волоссям. Вона була учасницею концертного оркестру в тій самій середній школі, що й Куміко. Вона віддана трубачка і ходить до музичного класу навіть поза клубними заняттями. Хоча вона має ввічливий характер, інші не дуже добре ставляться до неї, оскільки вона зазвичай має похмурий вираз обличчя. Вона дорожить своєю трубою, яку їй подарували батьки, коли вона була ученицею молодшої школи. Вона відчуває почуття до свого вчителя Такі.
Аска Танака (яп. 田中 あすか, Tanaka Asuka)
Сейю: Мінако Котобукі
Аска — учениця третього курсу та віцепрезидентка клубу концертного оркестру. Вона грає на евфоніумі та керує секцією басів. Щоразу коли клуб марширує, вона веде оркестр як барабанщик. Вона природна красуня в окулярах і має грайливий характер. Однак у другому сезоні виявляється, що це переважно фасадна поведінка, щоб приховати її справжні почуття від однокласників.
Нобору Такі (яп. 滝 昇, Taki Noboru)
Сейю: Такахіро Сакурай
Такі — новий вчитель музики в старшій школі Кітаудзі та керівник клубу концертного оркестру. Він також відповідає за 5 клас учнів другого курсу. Він ввічливий і має методичний характер. Він наголошує на незалежності своїх учнів, і для цього спонукає їх досягти своєї мети — потрапити на національні змагання.
Маю Курое (яп. 黒江 真由, Kuroe Mayu)
Сейю: Харука Томацу
Маю — евфоністка, яка переводиться до старшої школи Кітаудзі на початку третього року навчання Куміко. Раніше Маю навчалася в жіночій старшій школі Сейра у Фукуоці, школі, яка добре відома своєю сильною програмою для оркестру.

## Медіа

### Романи
«Sound! Euphonium» — це 319-сторінковий роман, написаний Аяно Такедою, з обкладинкою від Ніккі Асади. Видавництво Takarajimasha опублікувало роман 5 грудня 2013 року.
Два романи-продовження вийшли 5 березня та 4 квітня 2015 року. Крім того, збірка коротких оповідань була опублікована 25 травня 2015 року.
У 2016 році вийшов спіноф роман про маршовий оркестр старшої школи Рікка у двох томах: 4 серпня та 6 вересня. Ще один спіноф роман вийшов 6 жовтня 2016 року.
Двочастинне продовження романів вийшло 26 серпня та 5 жовтня 2017 року; історія розгортається на другому році навчання Куміко та третьому році навчання Мізоре в старшій школі.
Ще одна збірка коротких оповідань була опублікована 5 квітня 2018 року. Два томи романів-продовжень, присвячених третьому та останньому року навчання Куміко в старшій школі, вийшли у квітні та травні 2019 року.
Ще один том, що описує випускний старшокласників оркестру, вийшов 13 лютого 2021 року. Остання збірка коротких оповідань вийшла 27 червня 2024 року.
| №  | Назва | Дата виходу                                                          | ISBN                                     |
| -- | --- | -------------------------------------------------------------------- | ---------------------------------------- |
| 1  | Sound! Euphonium: Welcome to the Kitauji High School Concert Band Hibike! Yūfoniamu: Kitauji Kōkō Suisōgaku-bu e Yōkoso (響け! ユーフォニアム 北宇治高校吹奏楽部へようこそ)                                                            | 5 грудня 2013                                                        | ISBN 978-4-8002-1747-9                   |
| 2  | Sound! Euphonium 2: The Hottest Summer of Kitauji High School Concert Band Hibike! Yūfoniamu 2: Kitauji Kōkō Suisōgaku-bu no Ichiban Atsui Natsu (響け! ユーフォニアム2 北宇治高校吹奏楽部のいちばん熱い夏)                            | 5 березня 2015                                                       | ISBN 978-4-8002-3906-8                   |
| 3  | Sound! Euphonium 3: The Greatest Crisis of Kitauji High School Concert Band Hibike! Yūfoniamu 3: Kitauji Kōkō Suisōgaku-bu, Saidai no Kiki (響け! ユーフォニアム3 北宇治高校吹奏楽部、最大の危機)                                      | 4 квітня 2015                                                        | ISBN 978-4-8002-3982-2                   |
| 4  | Sound! Euphonium: Secret Story of Kitauji High School Concert Band Hibike! Yūfoniamu: Kitauji Kōkō Suisōgaku-bu no Himitsu no Hanashi (響け! ユーフォニアム 北宇治高校吹奏楽部のヒミツの話)                                            | 25 травня 2015                                                       | ISBN 978-4-8002-4119-1                   |
| 5  | Sound! Euphonium Series: Welcome to the Rikka High School Marching Band (part 1) Hibike! Yūfoniam Shirīzu Rikka Kōkō Māchingu Bando e Yōkoso Zenpen (響け! ユーフォニアムシリーズ 立華高校マーチングバンドへようこそ 前編)             | 4 серпня 2016                                                        | ISBN 978-4-8002-5872-4                   |
| 6  | Sound! Euphonium Series: Welcome to the Rikka High School Marching Band (part 2) Hibike! Yūfoniam Shirīzu Rikka Kōkō Māchingu Bando e Yōkoso Kōhen (響け! ユーフォニアムシリーズ 立華高校マーチングバンドへようこそ 後編)              | 6 вересня 2016                                                       | ISBN 978-4-8002-5874-8                   |
| 7  | Sound! Euphonium Kitauji High School Concert Band Diary Hibike! Yūfoniam Kitauji Kōkō no Suisōgaku-bu Nisshi (響け! ユーフォニアム 北宇治高校の吹奏楽部日誌)                                                                           | 6 жовтня 2016                                                        | ISBN 978-4-8002-6226-4                   |
| 8  | Sound! Euphonium Kitauji High School Concert Band, Second Turbulent Movement (part 1) Hibike! Yūfoniamu Kitauji Kōkō Suisōgaku-bu, Haran no Dainigakushō Zenpen (響け! ユーフォニアム 北宇治高校吹奏楽部、波乱の第二楽章 前編)         | 26 серпня 2017                                                       | ISBN 978-4-8002-7489-2                   |
| 9  | Sound! Euphonium Kitauji High School Concert Band, Second Turbulent Movement (part 2) Hibike! Yūfoniamu Kitauji Kōkō Suisōgaku-bu, Haran no Dainigakushō Kōhen (響け! ユーフォニアム 北宇治高校吹奏楽部、波乱の第二楽章 後編)          | 5 жовтня 2017                                                        | ISBN 978-4-8002-7491-5                   |
| 10 | Sound! Euphonium: True Stories from the Kitauji High School Concert Band Hibike! Yūfoniamu Kitauji Kōkō Suisōgaku-bu no Honto no Hanashi (響け！ ユーフォニアム 北宇治高校吹奏楽部のホントの話)                                        | 5 квітня 2018                                                        | ISBN 978-4-8002-8301-6                   |
| 11 | Sound! Euphonium: The Kitauji High School Concert Band's Decisive Final Movement (part 1) Hibike! Yūfoniamu Kitauji Kōkō Suisōgaku-bu, Ketsui no Saishū Gakushō Zenpen (響け！ ユーフォニアム 北宇治高校吹奏楽部、決意の最終楽章 前編) | 17 квітня 2019                                                       | ISBN 978-4-8002-9399-2                   |
| 12 | Sound! Euphonium: The Kitauji High School Concert Band's Decisive Final Movement (part 2) Hibike! Yūfoniamu Kitauji Kōkō Suisōgaku-bu, Ketsui no Saishū Gakushō Kōhen (響け！ ユーフォニアム 北宇治高校吹奏楽部、決意の最終楽章 後編)  | 22 червня 2019                                                       | ISBN 978-4-8002-9401-2                   |
| 13 | Watching as You Fly Away Tobitatsu Kimi no Se o Miageru (飛び立つ君の背を見上げる) | 13 лютого 2021 (тверда обкладинка) 4 серпня 2023 (мнягка обкладинка) | ISBN 978-4-2990-1351-4 978-4-2990-4598-0 |
| 14 | Sound! Euphonium: Everyone's Stories from the Kitauji High School Concert Band Hibike! Yūfoniamu Kitauji Kōkō Suisōgaku-bu no Min'na no Hanashi (響け! ユーフォニアム 北宇治高校吹奏楽部のみんなの話)                                  | 27 червня 2024                                                       | ISBN 978-4-2990-5621-4                   |

### Манґа
Манґа-адаптація першого роману, ілюстрована Хамі, серіалізувалася на вебсайті Kono Manga ga Sugoi! Web з 28 листопада 2014 року по 30 жовтня 2015 року. Takarajimasha опублікувала три томи танкобон з 3 квітня по 20 листопада 2015 року.
Після цього була випущена манґа-адаптація другого роману, яка серіалізувалася з 15 січня по 16 вересня 2016 року. Перший том вийшов 8 вересня 2016 року, а другий — 11 жовтня 2016 року.
Манґа-адаптація третього роману серіалізувалася з 21 жовтня 2016 року по 21 липня 2017 року. Перший том вийшов 20 липня 2017 року, а другий — 26 серпня 2017 року.

### Аніме

#### Телесеріали
Перший сезон 13-серійного аніме-серіалу, заснований на першому томі роману, був зрежисований Тацуєм Ішіхаром, сценарій написав Джуккі Ханада, а виробництвом займалася студія Kyoto Animation. Він транслювався в Японії з 8 квітня по 1 липня 2015 року. Наоко Ямада була режисером виробництва серіалу. Відкриваючою темою була пісня «Dream Solister» від True, а завершальною — «Tutti!» (яп. トゥッティ!) у виконанні Томойо Куросави, Аяки Асай, Мое Тойоти та Чіки Андзай. Завершальною темою 8-го епізоду була дуетна версія для труби та евфоніуму «Ai o Mitsuketa Basho» (яп. 愛を見つけた場所, «Місце, де ми знайшли кохання»), а завершальною темою 13-го епізоду була версія «Dream Solister» для духового оркестру. Серіал транслювався на Crunchyroll. Сьомий DVD/BD-том, що вийшов 16 грудня 2015 року, включав епізод OVA під назвою «Ready, Set, Monaka» (яп. かけだすモナカ, Kakedasu Monaka). Kyoto Animation випустила повнометражний аніме-фільм, що переказує події телевізійного серіалу, «Sound! Euphonium: The Movie – Welcome to the Kitauji High School Concert Band», прем'єра якого відбулася 23 квітня 2016 року.
Другий сезон телевізійного серіалу почав транслюватися 6 жовтня 2016 року. Відкриваючою темою стала пісня «Soundscape» (яп. サウンドスケープ, Saundosukēpu) від True, а завершальною — «Vivace!» (яп. ヴィヴァーチェ!, Vu~ivu~āche!) у виконанні Куросави, Асай, Тойоти та Андзай. Завершальною темою 9-го епізоду була сольна версія для евфоніуму «Sound! Euphonium» (яп. 響け! ユーフォニアム, Hibike! Yūfoniamu)), а завершальною темою 13-го епізоду була оркестрова версія «Sound! Euphonium». Короткометражне аніме під назвою «Hanabi-taikai Kiss e Yōkoso» (яп. 花火大会キッスへようこそ！, «Ласкаво просимо на поцілунок під час фестивалю феєрверків») було включено до першого тому домашнього відео другого сезону, який вийшов 21 грудня 2016 року. Другий повнометражний аніме-фільм, що переказує події другого сезону, «Sound! Euphonium: The Movie – May the Melody Reach You!», вийшов 30 вересня 2017 року.
Новий аніме-проект, зосереджений на Куміко як студентці третього курсу, був анонсований у 2019 році. Пізніше стало відомо що це третій сезон основної серії, прем'єра якого відбулася 7 квітня 2024 року на NHK Educational TV. Відкриваючою темою третього сезону є «ReCoda» від True, тоді як завершальною темою є «Neiro no Kanata» (яп. 音色の彼方, «За межами тембру») від «Kitauji Quartet». Театральна версія третього сезону під назвою «Sound! Euphonium: The Final Movie» була анонсована 16 березня 2025 року. Її прем'єра запланована на 2026 рік.

#### Фільми та OVA
Два нові анімаційні фільми, що розповідають про події другого року навчання Куміко в старшій школі Кітаудзі, були заплановані до випуску у 2018 році. Перший фільм, зрежисований Наоко Ямадою за сценарієм Рейко Йошіди, під назвою «Liz and the Blue Bird» (яп. リズと青い鳥, Liz to Aoi Tori, Ліз і синій птах), зосереджується на Нозомі та Мізоре і вийшов на екрани 21 квітня 2018 року. Другий фільм під назвою «Sound! Euphonium: The Movie – Our Promise: A Brand New DaySound!» (яп. 劇場版 響け！ユーフォニアム～誓いのフィナーレ～, Gekijōban Hibike! Yūfoniamu: Chikai no Fināre) і спочатку планувався до випуску у 2018 році, зрежисований Тацуєм Ішіхаром і зосереджується на Куміко як учениці другого курсу, був показаний 19 квітня 2019 року.
Разом із підтвердженням третього сезону, у 2022 році було анонсовано театральну серію OVA «Sound! Euphonium: Ensemble Contest», яка вийшла 4 серпня 2023 року. Тацуя Ішіхара повернувся до режисури OVA, Тайчі Огава виступив асистентом режисера, Джуккі Ханада написав сценарій, Шоко Ікеда була посмертно зазначена як автор дизайну персонажів, а Акіто Мацуда написав музику. Відкриваючою піснею стала «Ensemble» від True.

## Сприйняття
У квітні 2018 року повідомлялося, що тираж романів у Японії перевищив 1,4 мільйона примірників.
Аніме-адаптація часто критикувалася західними глядачами за ймовірний квірбейтинг щодо стосунків між головними героїнями Куміко Омае та Рейною Косака, що часто включало значне гомоеротичне переписування спочатку гетеросексуальних сцен оригінальної серії романів. Акаунт Crunchyroll у Twitter визнав цю пару, опублікувавши скріншот із серіалу, який на той час ще транслювався та офіційно транслювався одночасно сервісом, після легалізації одностатевих шлюбів у Сполучених Штатах. Режисерка та шоураннер адаптації, Наоко Ямада, або заперечувала будь-який намір зобразити романтику в деяких випадках, або висловлювала бажання дозволити самій аудиторії визначати характер стосунків персонажів в інших.